# Paul Frew

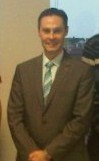
Paul Frew (2010)

Paul Frew (geboren am 20. September 1974) ist ein nordirischer Politiker der unionistischen DUP. Seit 2010 ist er Mitglied der Nordirlandversammlung, von Mitte Juni bis Anfang Juli 2021 stand er für rund drei Wochen als Wirtschaftsminister dem Department for the Economy vor.

## Werdegang
Frew ist das älteste von drei Kindern, er hat einen Bruder und eine Schwester. Der Vater war LKW-Fahrer, der später einen Zeitschriftenladen betrieb, und hierbei von seiner Mutter, einer ehemaligen Arbeiterin in der Textilindustrie, unterstützt wurde. Die ersten Jahre seines Lebens verbrachte er in Kells, dann zog die Familie nach Ballymena. Fünf Jahre später hatten seine Eltern genug Geld gespart, um sich ein kleines Haus im ländlichen Raum zu errichten. Dies geschah im Weiler Kellswater, von wo seine Familie väterlicherseits stammt und wo etliche Mitglieder seiner Verwandtschaft leben. Zur Schule ging Frew in Ballee und Carnaghts. Nach seiner Ausbildung zum Elektriker arbeitete er in diesem Beruf und brachte es zum Vorarbeiter. Daneben diente er in Teilzeit bis 2003 sieben Jahre lang beim Militär im Royal Irish Regiment.

## Politische Laufbahn
Frew ist seit 2000 Mitglied der DUP und begann seine politische Laufbahn als Stadtrat von Ballymena. Da Ian Paisley bei der Unterhauswahl 2010 ein Mandat im House of Commons errang, konnte Frew auf dessen Sitz für den Wahlbezirk North Antrim in der Nordirlandversammlung nachrücken und ihn bei den Wahlen 2011, 2016, 2017 und 2022 verteidigen. Nachdem Arlene Foster als First Minister und DUP-Vorsitzende im Frühjahr 2021 zurückgetreten war, unterstützte er den letztlich erfolgreichen Edwin Poots bei der Wahl zum Parteivorsitz gegen Jeffrey Donaldson. Im Gegenzug wurde Frew von Poots bei der anstehenden Kabinettsumbildung als Nachfolger von Diane Dodds als Wirtschaftsminister nominiert. Das Amt übernahm Frew am 14. Juni 2021. Nachdem Poots als Parteivorsitzender zurückgetreten und durch Donaldson ersetzt worden war, verlor Frew sein Ministeramt nach gut drei Wochen an Gordon Lyons.

## Privates
Frew lebt, Stand 2018, in Broughshane. Er ist verheiratet mit seiner Jugendliebe Julie und Vater dreier Kinder, zwei Söhne und eine Tochter. Er ist aktives Mitglied der Presbyterianischen Kirche und gibt an, fast jeden Tag in der Bibel zu lesen.